# Jeffrey Archer
Jeffrey Howard Archer, Baron Archer of Weston-super-Mare (Londres; 15 de abril de 1940), es un escritor y expolítico inglés.

## Biografía
Nació en 1940, estudió en el Wellington School y en el Brasenose College de la Universidad de Oxford.
A comienzos de 1960 representó al Reino Unido en atletismo (en la especialidad de 100 metros lisos). En 1969 ingresa en la Cámara de los Comunes por el Partido Conservador, y fue el miembro más joven. También formó parte de la Cámara  de Lores (es lord desde 1992), como dirigente del partido conservador. A lo largo de su carrera política protagonizó varios escándalos y controversias. En 2001 fue condenado a cuatro años de cárcel, acusado de un delito de perjurio. 
Tuvo dos hijos con su esposa, la científica especialista en energía solar Mary Archer: William y James.

## Obra

### Las crónicas Clifton
- Solo el tiempo lo dirá (Only Time Will Tell, 2011), trad. de Claudia Conde, publicado por Planeta en 2015.
- Los pecados del padre
- El secreto mejor guardado
- Cuidado con lo que deseas
- Más poderosa que la espada
- Llega la hora
- He aquí un hombre

### Kane y Abel
- Kane y Abel
- La hija pródiga
- ¿Se lo decimos a la presidenta?

### Otras novelas
- Ni un centavo más, ni un centavo menos, Grijalbo 1987
- Cuestión de Honor, Grijalbo 1986
- Honor entre ladrones, Grijalbo 1993
- El Cuarto Poder, Grijalbo (1996)
- El undécimo mandamiento (The Eleventh Commandment, 1998), Debolsillo 2005
- La falsificación (False Impression, 2005), Grijalbo 2006, Debolsillo 2007
- El evangelio según Judas, Umbriel 2007
- La senda de la gloria, Grijalbo 2017
- El impostor, Grijalbo 2009
- Casi culpables (Cat O'Nine Tales, 2006), Grijalbo 2007
- En pocas palabras, Debolsillo 2004
- Juego del destino (Sons of Fortune, 2003), Grijalbo 2004
- Jaque mate, 2004
- Doce pistas falsas, 2003
- Como los cuervos (As the crow flies, 1991), Grijalbo 1991
- La carrera hacia el poder, Grijalbo 1985 - First among Equals
- Un carcaj lleno de flechas, Grijalbo 1980

- Datos: Q313489
- Multimedia: Jeffrey Archer / Q313489